# Изомераза
Изомеразите са клас ензими, предизвикващи структурни изменения в рамките на една молекула. При това може да се промени както химичната природа на съединението, така и пространствената ориентация на съставящите го атоми. Крайно схематично, реакцията може да се представи във вида:
А ↔ Б
Конкретен пример за реакция, катализирана от ензим от групата на изомеразите, е процесът на превръщането на D-глицералдехид-3-фосфат в дихидроксиацетонфосфат. Ензимът е триозофосфатизомераза (EC 5.3.1.1):
D-глицералдехид-3-фосфат ↔ дихидроксиацетонфосфат
По този начин алдехидната група може да се трансформира в оксогрупа.

## Номенклатура
Няма възприето систематично име. Често се прибавя окончанието „изомераза“ към името на субстрата, но то не носи подробна информация за характеристиките на процеса. Затова се използват по-конкретни окончания – „рацемаза“, „епимераза“, „цис-трансизомераза“, „тавтомераза“, „мутаза“ или „циклоизомераза“.

## Класификация
Изомеразите са обединени в клас EC 5 според ензимната номенклатура на IUBMB. Подразделят се на 6 подкласа в зависимост от типа на изомеризацията:
- EC 5.1: Рацемази и епимерази
- EC 5.2: Цис-транс изомерази
- EC 5.3: Вътрешномолекулни изомерази
- EC 5.4: Вътрешномолекулни трансферази (мутази)
- EC 5.5: Вътрешномолекулни лиази
- EC 5.99: Други изомерази